# Chrysops dimmocki
Chrysops dimmocki är en tvåvingeart som beskrevs av James Stewart Hine 1905. Chrysops dimmocki ingår i släktet Chrysops och familjen bromsar. Inga underarter finns listade i Catalogue of Life.